# Temelucha fuscicornis
Temelucha fuscicornis là một loài tò vò trong họ Ichneumonidae.